# Androgener
Androgener är den övergripande termen för de manliga könshormonerna hos ryggradsdjur samt de syntetiska substanser som verkar på liknande sätt. Båda könen har normalt både kvinnliga och manliga könshormoner, men män har avsevärt mycket mer androgener än kvinnor. Alla naturliga androgener är steroidhormoner. 
Androgener stimulerar och kontrollerar utvecklingen och upprätthållandet av de manliga primära och sekundära könskarakteristika. Hit hör de manliga könsorganens funktion och utvecklandet av manliga sekundära könskarakteristika. Androgener förmedlar sin verkan genom att binda till androgenreceptorn . Den viktigaste och mest välkända androgenen är testosteron, därefter dihydrotestosteron. Dessa hormoner är centrala när det gäller utvecklingen av manliga primära och sekundära könskarakteristika.
Androgenerna har även anabol funktion och är de ursprungliga anabola steroiderna. Alla naturliga androgener syntetiseras i kroppen med kolesterol som utgångsmaterial. Alla östrogener, de kvinnliga könshormonerna, syntetiseras från androgener. För höga nivåer androgener (hyperandrogenism) är en av de vanligaste endokrina störningarna hos kvinnor i fertil ålder.

## Olika androgener
- Testosteron
- Dehydroepiandrosteron (DHEA) även kallat dehydroisoandrosteron,  dehydroandrosteron eller androstenolon. DHEA bildas i binjurebarken och i testiklarna, och är det viktigaste utgångsmaterialet för syntes av naturliga östrogener.
- Androstendion är en androgen steroid som produceras i testiklarna hos mannen, i äggstockarna hos kvinnan och i binjurebarken hos bägge könen. Androstendion omvandlas metabolt såväl till testosteron och andra androgener, som till östrogenet östron. Androstendion är av den Internationella olympiska kommittén klassat som ett förbjudet dopningspreparat.
- Androstandiol är en metabolit av steroidhormoner som dock inte bara är restprodukt, utan även antas vara den huvudsakliga regulatorn av utsöndringen av gonadotropin.
- Androsteron kan bildas både från progesteron och genom nedbrytning av androgener. Androsteron har maskuliniserande effekter, men bara en sjundedel av vad testosteronet har. Androsteron återfinns i blodplasma och i urinen på både män och kvinnor, i ungefär lika stora mängder.
- Dihydrotestosteron (DHT) är en metabolit av testosteron, som beräknas ha ungefär 3 gånger starkare effekt än testosteron.

En underavdelning av androgenerna är de steroidhormoner som syntetiseras av binjurebarken. Dessa fungerar som svagt verkande steroidhormoner, och som byggmaterial för andra steroider. Till denna grupp hör bland annat androstendion, dehydroepiandrosteron (DHEA) och dehydroepiandrosteronsulfat.

## Androgenernas funktioner

### Manlig könsutveckling
Under däggdjurs fosterutveckling bildas gonader, som kan utvecklas vidare till antingen äggstockar eller testiklar. Hos människor kan man börja de blivande gonader ungefär i den fjärde veckan i mesodermet, nära det som ska bli njurarna. Hos manliga individer är gener på Y-kromosomen och främst då SRY-genen ansvarig för utvecklingen till manligt kön, inklusive omvandling av gonaderna till testiklar. 

### Spermieproduktion
Under puberteten hos manliga individer ökar produktionen av androgener, luteiniserande hormon (LH) och follikelstimulerande hormon (FSH) vilket leder till att spermieproduktionen (spermatogenesen) påbörjas. Genom hela vuxenlivet verkar sedan androgener och FSH på sertoliceller i testiklarna för att upprätthålla spermieproduktionen. Tillförsel av ytterligare androgener kan sänka fruktsamheten, då förhöjda allmänna nivåer av androgener bland annat stänger av den lokala produktionen av androgener i testiklarnas leydigceller. Testiklarna behöver sin lokala, höga nivå av androgener, annars kan apparaten för spermieproduktion degenerera och resultera i sterilitet.

### Muskelmassa och hjärna
Androgener är anabola, och leder till större muskelmassa. Androgener i blodcirkulationen kan också påverka människans beteende och psyke, då en del neuron är reagerar på steroidhormoner. Mängden androgener har visat sig ha betydelse för reglering av aggression och könsdrift.